# Micropterix vulturensis
Micropterix vulturensis és una espècie d'arna de la família Micropterigidae. Va ser descrita per Heath, l'any 1981.
És una espècie endèmica del centre i sud dels Apenins.
Té una envergadura de 3.5-4.2 mm els mascles i 4.2-5 mm les femelles.